# Sándor Darabos
Sándor Darabos (ur. 6 lutego 1914, zm. 2 listopada 1992, zm. ?) – węgierski skoczek narciarski.
Reprezentował Węgry na mistrzostwach świata w 1935. Zajął wówczas 28. miejsce (startowało 63 skoczków) po skokach na 45,5 i 48,5 metra.
W swojej karierze czterokrotnie zdobywał indywidualne mistrzostwo Węgier w skokach narciarskich – uzyskiwał je w latach 1935–1937 oraz w roku 1940.

## Mistrzostwa świata

### Indywidualnie
| 1935 Wysokie Tatry/Szczyrbskie Jezioro | – | 28. miejsce (K-72,5) |

### Starty S. Darabosa na mistrzostwach świata – szczegółowo
| Miejsce | Dzień     | Rok  | Miejscowość                       | Skocznia  | Punkt K | Konkurs  | Skok 1 | Skok 2 | Nota      | Strata   | Zwycięzca   |
| ------- | --------- | ---- | --------------------------------- | --------- | ------- | -------- | ------ | ------ | --------- | -------- | ----------- |
| 28.     | 13 lutego | 1935 | Wysokie Tatry/Szczyrbskie Jezioro | Jarolímek | K-72,5  | indywid. | 45,5 m | 48,5 m | 192,0 pkt | 39,7 pkt | Birger Ruud |